# 惡魔島燈塔 (加利福尼亞州)
惡魔島燈塔（英文：Alcatraz Island Lighthouse）是第一座建於美國西海岸的燈塔，位於加利福尼亞州舊金山灣的阿爾卡特拉斯島。它位於島的南端，靠近監獄的入口。島上的第一座燈塔於1854年完工，並在島嶼作為要塞和軍事監獄期間為海灣服務，直到1906年因地震損壞後拆除。三年後興建了一座更高的（高於平均海平面95英尺）混凝土燈塔，位於原塔的南側，這便是現今的惡魔島燈塔。燈塔於1963年完成自動化，同年阿爾卡特拉斯島聯邦監獄關閉，阿爾卡特拉斯島成為博物館並向大眾開放。它是島上最古老的建築之一，但依然在活躍中，是島上博物館的一部分。 雖然從遠處看它似乎是阿爾卡特拉斯島最高的建築，但它實際上比惡魔島水塔要矮，只是由於它位於較高的位置上，導致它看起來比較高。

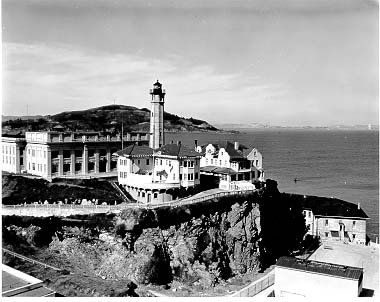
惡魔島燈塔，1909 年，美國海岸警衛隊檔案館

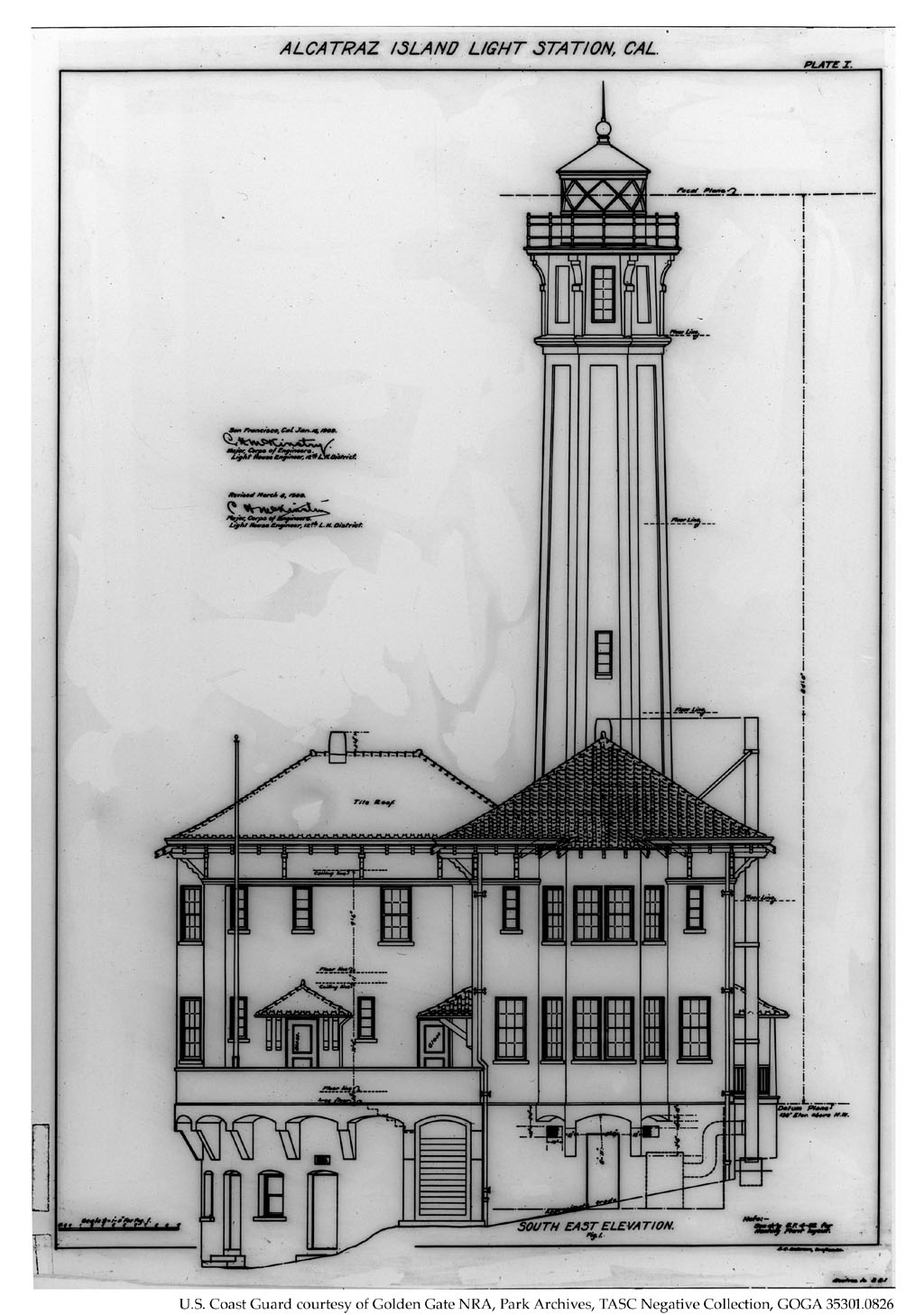
燈塔的建築藍圖

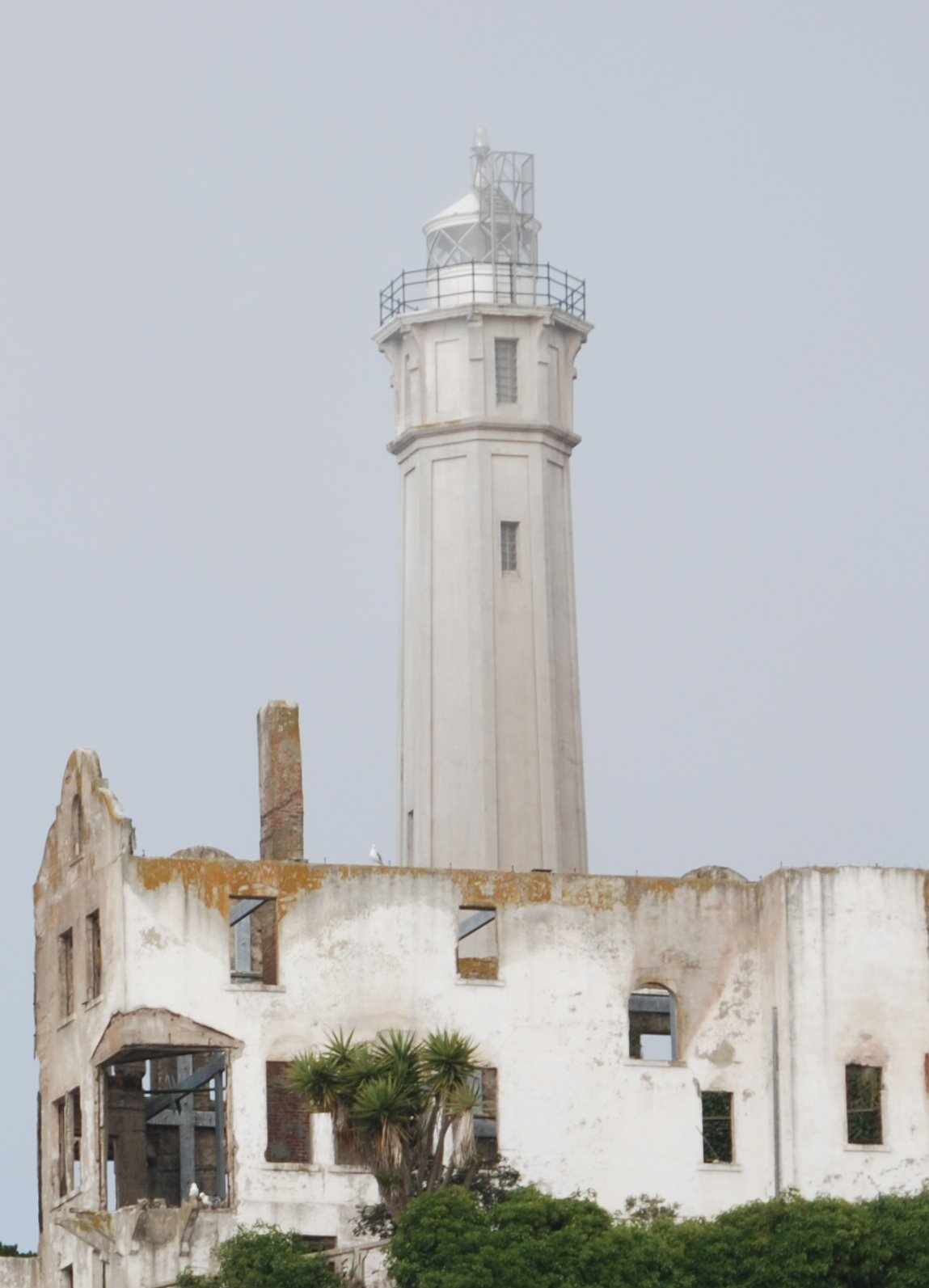
惡魔島燈塔，2007

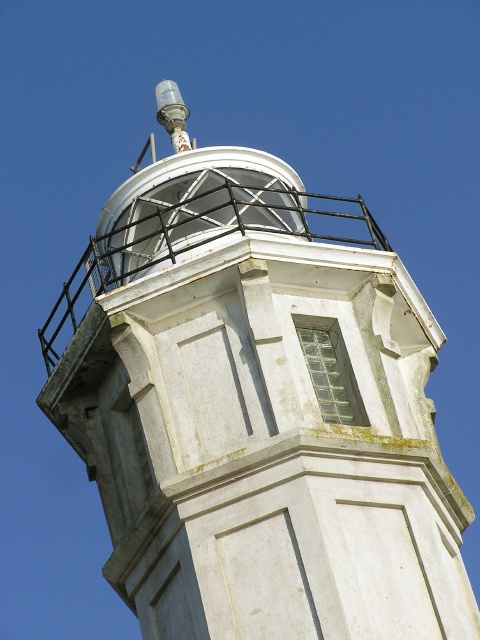
燈塔的頂端

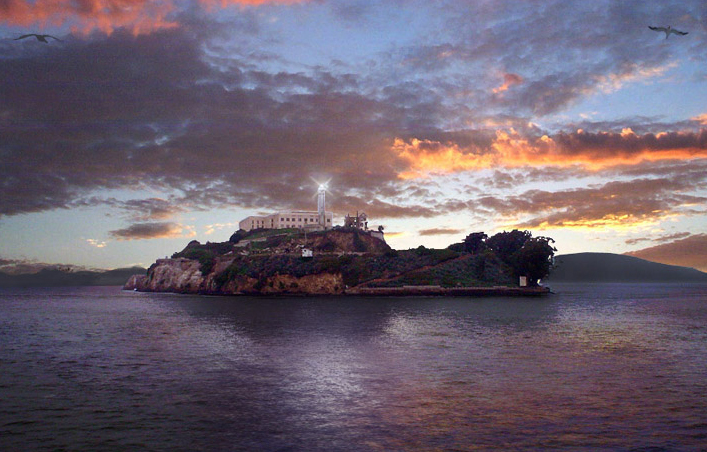
日落時的惡魔島燈塔

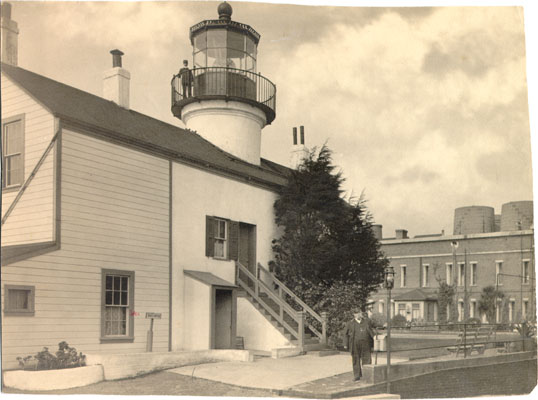
原本的燈塔

## 歷史
儘管據說舊金山地區的土著印第安人是島上最初的定居者，但阿爾卡特拉斯島最初是在1775年西班牙統治期間得名，當時海軍軍官和探險家胡安·德·阿亞拉考察了西海岸港口和舊金山灣，由於他在島上觀察到大量鵜鶘，他將這個島命名為「Isla de los Alcatraces」，意為「鵜鶘島」。該島與美洲大陸相隔超過1英里。
西海岸水域的固有風險和淘金潮所帶來的航運需求使西海岸迫切地需要建立燈塔。國會亦意識到其需求並在1851年和1852年通過了相應的法案，計畫在西海岸建造七座燈塔以輔助航行。 吉本斯和凱利的巴爾的摩公司獲得了在加利福尼亞州建造六座燈塔的合同，分別位於阿爾卡特拉斯島、堡壘點、皮諾斯角、洛馬角、法拉隆群島和洪堡灣，並在華盛頓州的失望角建造一座燈塔。燈塔上半部於1853年1月29日到達舊金山，然而在設備到達舊金山之前，燈塔的塔基就已經完成了。 惡魔島燈塔於1853年7月首次完工，使其成為北美西海岸最古老的燈塔。
在最初的設備供應訂單中，燈塔以菲涅耳透鏡作為燈鏡，由法國的物理學家奧古斯丁·菲涅耳於1822年製造，這在當時被認為非常昂貴。然而，燈塔委員會決定在所有燈塔中安裝菲涅耳透鏡，儘管成本很高。巴爾的摩公司在燈塔建造完成之前就被告知了這一變化。透鏡從北美東海岸環繞南美洲海角約12,000英里的長途航線上運送至舊金山。1902年，它被轉移到阿拉斯加州的聖埃利亞斯角燈塔，最終被一個可旋轉的四階菲涅耳透鏡取代。
1909-12年，建造了現今的惡魔島監獄。由於此監獄會干擾燈塔的照明，因此在原燈塔的南方建造了一座更高的84英尺混凝土塔。原來的燈塔在1906年的舊金山大地震中遭到破壞，最終被拆除。1963年，美國海岸警衛隊將惡魔島燈塔自動化。1970年，一場大火燒毀了島上的監獄長住宅、獄警宿舍和其他建築物，但燈塔連同其內部設備並未受過大損害，且50多年來，儘管遭遇多次越獄、火災甚至是阿爾卡特拉斯島之戰，燈塔並未受到嚴重破壞。燈塔自2000年以來一直是博物館，開放參觀。

## 燈塔結構
第一座燈塔高50英尺，基於早期「科德角風格」設計的燈塔，主要特徵為燈塔與看守員房屋合為一體，且燈塔位於住宅屋頂的中心。1852年開始建造地基，1853年完工。1853年10月透鏡抵達，由邁克爾·卡辛於1854年6月1日點亮。舊燈塔在1906年4月18日星期三發生的地震中受損，但舊燈塔仍在新燈塔旁邊作為倉庫存在了一段時間，最終在1912年至1913年間被拆除。
1930年，在看守員宿舍（後來搬到大廳）安裝了一部電話，但只有看守員能夠使用。直到聯邦監獄在島上建立後，才安裝了更多電話，讓其他人也可以使用。
現有燈塔的高度為84英尺，海拔214英尺，位於原始燈塔的南部。它的底座由磚石製成，而八角錐形塔則由混凝土構成。

### 導航設備
引導船隻進入島嶼的主要燈塔是向東2.5英里再向北1英里的石灰岬燈塔，島上本身散佈著幾座建築物和軍事塔樓。
阿爾卡特拉斯島上的最高點是燈塔所在的地方。島的西北和東南端有小型建築物，用於放置霧號。霧號是電子警報器，東南端的霧號每30秒發出兩次持續時間為4秒的轟鳴聲，而西北端的霧號每20秒發出一次持續時間為5秒的轟鳴聲。

## 看守人
燈塔通常有三名燈塔看守人，被稱為「wickies」，穿著規定的正式製服，包括海軍藍帽子、麻袋外套、背心和褲子，製服上有裝飾鈕扣和徽章補丁裝飾。看守人每天工作八小時。燈塔不熄燈，但在白天，為避免受陽光照射會遮蓋燈鏡。
燈塔由看守人操作和維護，且他們的職責也包括操作位於島北端和南端的霧號。獄警在哨崗上看到「一團霧氣開始滾過金門海峽」時，就會通知看守人，以便啟動霧號。
島上的主要燈塔看守員包括：
- 邁克爾·卡辛（Michael Cassin；1853–1855）
- 約翰·斯隆（John Sloan；1855–1856）
- 安德維爾·範·瓦格納（Underwhill Van Wagner；1856–1862）
- 哈特福德·喬伊（Hartford Joy；1862–1872）
- 阿馬薩·布什內爾（Amasa Bushnell；1872–1874）
- 威廉·W·斯科特（William W. Scott；1874–1875）
- 約翰·A·F·麥克法蘭（John A. F. McFarland；1875–1878，1882–1888）
- 約翰·T·惠（John T. Huie；1878–1882）
- 本傑明·F·利茲（Benjamin F. Leeds；1888–1905）
- 亨利·W·楊（Henry W. Young；1905–1909）
- 詹姆斯·安德森（James Anderson；1909–至少1912）
- 弗雷德里克·亞瑟·哈靈頓（Frederick Arthur Harrington；1919–1938）同時是惡魔島新舊兩座燈塔的看守員，並一直擔任看守人直至1938年去世[10]。
- 哈里·戴維斯（Harry Davis；1938–至少1940）
- 愛德華·H·施耐德（Edward H. Schneider；1950–1959）
- 諾曼·福納雄（Norman Fornachon；至少1962–1963）

## 外部連結
- 美國地質調查局地名資訊系統：Alcatraz Island Lighthouse
- 歷史燈站信息和攝影：加利福尼亞。美國海岸警衛隊歷史學家辦公室